# حب للإيجار
حب للإيجار (التركية: Kiralık Aşk) هو مسلسل تركي رومانسي فكاهي تلفزيوني. أبطاله باريش اردوتش، إلتشين سانجو، صالح باديمسي، سينيم أوزتورك. عرض لأول مرة على ستار تيفي في 19 حزيران 2015. أخر حلقة أذيعت في 20 كانون ثاني 2017.
وعرض في العالم العربي بين 22 يناير 2017 و27 فبراير 2018 على قناة إم بي سي 4 الساعة السابعة مساءً بالتوقيت العالمي، العاشرة بتوقيت السعودية مدبلجاً إلى العربية باللهجة السورية، بلغ عدد الحلقات في النسخة المدبلجة 202 حلقة.

## القصة
تبدأ القصة عندما يقرر جد رجل الأعمال (عمر ايبلكجي) السيد هولوصي بيع قصره ولكن توقفه زوجة ابنه (ناريمان) ويشرط عليها ان تقوم بتزويج حفيده (عمر) خلال ستة أشهر مقابل القصر. يظهر عمر ايبلكجي بطل الرواية بشخصية رجل أعمال غني من اسرة غنيه صاحب شركة احذية ومصمم أحذية الشركة ويقوم بدور رجل عنيد وحازم وذو طبع حاد. توفي والدان عمر ووالدته على خلاف مع جده لذا لم يتحدث عمر مع جده منذ ذلك اليوم وقطع علاقته به لإعتقاده انه كان سبباً في جرح والدته بإستمرار لأنها اقل مكانة اجتماعية من عائلة ايبلكجي.
تبدأ ناريمان بالبحث عن فتيات لعمر لتزويجه ولكن عمر ليس من هذا النوع.
من جهة أخرى هنالك فتاة طائشة تعيش في الحي (ديما تابول) يقع أخوها في مشكلة مع المرابون ويحتاج المال.
في الحلقة الأولى تراها ناريمان (عمة عمر) في مطعم حيث قام عمر بتقبيل ديما وتظاهر انها حبيبته ليهرب من الفتاة التي اختارتها له عمته في موعد غرامي بالمطعم الذي تعمل به ديما كنادلة.
ناريمان رأت ان ديما هي الفتاة المناسبة لعمر وذهبت تبحث خلفها لتكتشف ان اخوها بحاجة المال، التقت ناريمان بديما وعرضت عليها المبلغ الذي يحتاجه أخوها بمقابل ان تجعل عمر يحبها ويتزوجها وتتركه في اليوم الثاني. وافقت ديما بعد حيرة من امرها حيث انها فتاة رقيقة ولا تحب ان تؤذي احد ولكنها انتهت بالموافقة. تدخل ديما حياة عمر من باب انها مساعدته الشخصية الجديدة
لتبدأ السيناريوهات في الشركة. قامت ناريمان بإرشاد ديما بالتعليمات لجعل عمر يقع في حبها سريعاً ولكن الغير متوقع ان ديما أيضاً وقعت في حب عمر، تحاول ديما دائماً ان تخبر عمر عن السر (ان حبها له مدفوع الثمن) ولكن لا تستطيع لخوفها من عمته ناريمان، وقعا ديما وعمر في حب بعضهما البعض إلى ان اتى يوم العرس، تجرأت ديما وحكت لعمر الحقيقة قبل عقد القران ليختفي عمر من الوسط تاركاً ديما وعائلتة خلف ظهره بعد ان شعر بإتفاق الجميع ضده بما فيهم صديق طفولته وشريكه (سنان) ليذهب عمر مغادراً البلاد الى روما، ايطاليا تاركاً حبيبته ديما ومقر عمله كمدير ومصمم لينتهي الجزء الأول وبعد مرور سنة (في الحلقة الأولى من الجزء الثاني) تعمل ديما في شركة اخرى بدأت وكأنها تجاوزت مشاعرها لحبيبها عمر ليفاجئها عمر بعودته اثناء سقوطها في الشركة ويقوم هو بحملها. تراجع عمر عن قراره لحبه لها وحاول احياء العلاقة من جديد ولكن ديما لم تسمح له بالدخول في حياتها مره اخرى والعبث بمشاعرها ورفضت الحديث معه بشكل كلي. في الجانب الآخر وقع ابن خال عمر (امبر) في حب ديما ولم يتخلى عن حبها الا بصعوبة. حاول عمر مراراً وتكراراُ ان يتحدث مع ديما الى ان جعلها تتراجع عن قرارها. عاد الإثنان لبعضهما البعض ولم تكن اخبار سعيدة لعائلة ديما واصدقائها حيث غضب الجميع على تصرف عمر وعودة ديما له ولكنهم بعد مرور الأيام يتعايشون مع حب الإثنان لبعضهما بعد ان اعتذر عمر لعائلة ديما وقدم الوعود لهم بأنه لن يؤذيها مرة اخرى وشرح موقفه لعائلتها لتتفهم العائلة مشاعر ابنتهم وتقبل الإعتذار بعد صعوبة وعدة محاولات يتنازل فيها الرجل المغرور ذو المنال الصعب عمر لأجل حبيبته ديما. اسعدت الحلقة الأخيرة عشاق المسلسل حيث انتهت القصة بزواج ديما وعمر وانجبا فتاة اسمها امينه (والدة ام عمر المتوفاة) وتظهر ديما حامل بجنين ذكر في المشاهد الأخيرة. يتسائل الكثيرون عن معنى اسم المسلسل (حب للإيجار) وهو ما يعني (حب ديما لعمر مدفوع الثمن).

## الممثلون
| اسم الممثل          | اسم الممثل         | اسم الشخصية                     | اسم الشخصية      | الدور                                      | الج |
| بالتركية            | بالعربية           | بالتركية                        | بالعربية         | الدور                                      |     |
| ------------------- | ------------------ | ------------------------------- | ---------------- | ------------------------------------------ | --- |
| Elçin Sangu         | إلتشين سانجو       | دفنه توبال Defne Topal          | ديما توبال       | البطلة                                     | 1و2 |
| Bariş Arduç         | باريش اردوش        | عمر ايبلكجي Ömer İplikçi        | عمر ايبليكجي     | البطل                                      | 1و2 |
| Salih Bademci       | صالح باديمجي       | سنان كاراكايا Sinan Karakaya    | غسان كراكايا     | البطل وصديق عمر وشريكه في العمل            | 1و2 |
| Seçkin Özdemir      | سيجكين أوزديمير    | بامير ماردن Pamir Marden        | أمير ماردن       | إبن خالة عمر                               | 2   |
| Müjde Uzman         | موجدا أوزمان       | سيدا بيرينسال Seda Berensel     | سيلا بيرينسال    | رئيسة دفنه (ديما) في العمل                 | 2   |
| Sinem Öztürk        | سينام أوزتورك      | ياسمين كايالار Yasemin Kayalar  | ياسمين كايالار   | تعمل في شركة عمر                           | 1   |
| Nergis Kumbasar     | نرجس كومباسار      | ناريمان ايبلكجي Neriman Iplikci | ناريمان ايبليكجي | زوجة عم عمر                                | 1و2 |
| Levent Ülgen        | ليفينت ألجين       | نجمي ايبليكجي Necmi İplikçi     | سامي ايبليكجي    | عم عمر                                     | 1و2 |
| Ferdi Merter        | فيردي ميرتير       | هولوصي ايبليكجي Hulusi İplikçi  | خلدون ايبليكجي   | جد عمر                                     | 1و2 |
| Ayberk Atilla       | ايبرك اتيلا        | المعلم صدري Sadri Usta          | المعلم صبري      | معلم عمر وصديق جده                         | 1و2 |
| Melisa Şenolsun     | ميليسا سينولسون    | سوده ايبليكجي Sude İplikçi      | رولا ايبليكجي    | ابنة عم عمر                                | 1   |
| Devrim Yalçın       | ديفريم يالشون      | دنيز ترامبا Deniz Tranba        | داني ترامبا      | ابن ترامبا منافس عمر                       | 1و2 |
| İsmail Karagöz      | اسماعيل كاراجوز    | شكري Şükrü                      | شكري             | سائق عمر                                   | 1و2 |
| Hande Ağaoğlu       | هاند اجوجلو        | ميني Mine                       | مايا             | خادمة ناريمان                              | 1و2 |
| Hikmet Körmükçü     | حكمت كورمونشو      | توركان توبال Türkan Topal       | نوران توبال      | جدة دفنه (ديما)                            | 1و2 |
| Melisa Giz Cengiz   | مليسا جيز سينجيز   | اسراء توبال Esra Topal          | سارة توبال       | أخت دفنه (ديما) الصغيرة                    | 1و2 |
| Kerem Fırtına       | كرم فيرتينا        | اسماعيل İsmail                  | اسماعيل          | صديق دفنه (ديما) ويعمل لاحقاً كسائق لياسمين | 1و2 |
| Gizem Denizci       | جيزم دينيزجي       | عائشة جول Ayşegül               | عائشة            | جارة دفنه (ديما) وزوجة إسماعيل             | 2   |
| Sanem Yeles         | سانم يليس          | نيهان توبال Nihan Topal         | نهال توبال       | صديقة دفنه (ديما) وزوجة اخيها              | 1و2 |
| Onur Büyüktopçu     | انور بيوكتوبشو     | كوراي صارغين Koray Sargın       | لؤي صارغين       | جاسوس لناريمان في الشركة ومصور في الشركة   | 1و2 |
| Osman Akça          | عثمان اكشا         | سردار توبال Serdar Topal        | نزار توبال       | أخ دفنه (ديما) الكبير                      | 1و2 |
| Selin Uzal          | سلين اوزال         | دريا Derya                      | داليا            | مساعدة وجاسوسة لياسمين بالشركة             | 1و2 |
| Leyla Lydia Tuğutlu | ليلى ليديا توغوتلو | إيز İz                          | نسرين            | حبيبة عمر في الثانوية                      | 1   |
| Özlem Gezgin        | اوزليم جيزجن       | نازلي جان Nazlıcan              | جيهان            | سكرتيرةEnder Sakallı                       | 1   |
| elifcan ongurlar    | اليفجان اونجورلار  | فكرت غالو                       |                  |                                            |     |

## المواسم
| الموسم | عدد الحلقات | العرض الأول    | العرض الأخير       | العرض الأول (العالم العربي) | العرض الأخير (العالم العربي) |
| ------ | ----------- | -------------- | ------------------ | --------------------------- | ---------------------------- |
| الأول  | 89          | 19 حزيران 2015 | 24 حزيران 2016     | 22 يناير 2017               | 24 أيار 2017                 |
| الثاني | 82+         | 23 أيلول 2016  | 20 كانون ثاني 2017 | 10 أيلول 2017               | 01 آذار 2018                 |

## روابط خارجية
- حب للإيجار على موقع IMDb (الإنجليزية)
- حب للإيجار على موقع كينوبويسك (الروسية)
- حب للإيجار على موقع قاعدة بيانات الفيلم (الإنجليزية)